# Поплавская, Яна Евгеньевна
Я́на Евге́ньевна Попла́вская (род. 28 июня 1967, Москва) — советская и российская актриса театра и кино, теле- и радиоведущая, театральный педагог. Получила известность в 10 лет благодаря роли Красной Шапочки в фильме «Про Красную Шапочку» 1977 года.

## Биография
Родилась 28 июня 1967 года в Москве в семье творческих работников — Евгения Васильевича и Евгении Юрьевны Поплавских.
Отец — журналист, сотрудник иновещания СССР, из еврейской семьи.
Мать — актриса. Родилась в грузинской семье, в Буйнакске Дагестанской АССР. Окончила училище искусств в Ростове-на-Дону и АНХ в Москве. Несколько сезонов актриса Театра на Таганке и Театра имени Моссовета.
С 7 лет занималась художественной гимнастикой, кандидат в мастера спорта. Режиссёром Театра на Таганке Юрием Любимовым была выведена на сцену в спектакле «Перекрёсток», где играла её мама. В четыре года дебютировала в кино, в картине Сергея Колосова «Помни имя своё», где в эпизоде снялась её мать. При монтаже роль вырезали, но девочку стали приглашать сниматься в других фильмах. Большим успехом стала роль Красной Шапочки в фильме Леонида Нечаева «Про Красную Шапочку».
По словам Яны Поплавской, за эту роль в 11 лет она была удостоена Государственной премии СССР за лучшую детскую роль. В 1983 году поступила в Театральное училище имени Щукина (первоначально обучалась на курсе Аллы Казанской, но окончила институт уже в составе курса Юрия Стромова, поскольку на последнем курсе в 1987 году была отчислена ректором В. Этушем за прогул, связанный с участием в съёмках фильма «Узник замка Иф» в Одессе, но смогла восстановиться и, по-видимому, была зачислена на другой курс). В 1989 году окончила ВТУ имени Щукина.
Работала в театре «Современник 2», затем в театре Василия Ливанова «Детектив» (ныне — «Вишнёвый сад»).
С 1991 года Поплавская работала на телевидении, с 1994 по 1995 год вела телепередачу «Видеомикс» на «1-м канале Останкино», с 1995 по 1996 год — программу «Кинематографъ» на сменившем его канале ОРТ, совместно с Александром Стриженовым. С 1994 по 2010 год вела телепередачу «Времечко», которая шла на телеканалах «НТВ», «ТВ Центр» и «PRO Деньги».
Работала на радио «Сити-FM», вела передачи «Министерство культуры» и «VIP-лимита». Преподавала на факультете журналистики МГУ, в Институте телевидения и радиовещания «Останкино», в настоящий момент преподаёт в Институте театрального искусства имени народного артиста СССР Иосифа Кобзона (мастер курса). Академик академии Российского телевидения. Играет в антрепризном театре Вячеслава Невинного-младшего. С 2015 года преподаёт художественное чтение в организованной ею на базе РГДБ «Мастерской художественного чтения Яны Поплавской».
В 2017—2021 годах вела авторскую колонку на портале Letidor, публикуя статьи, в которых освещала свой опыт воспитания детей, взгляды на психологию детей и семейные отношения.

## Общественная позиция
На выборах в Мосгордумы 2005 года входила в первую тройку списка Российской партии жизни 
В 2014 году поддержала аннексию Крыма Россией. В 2018 году была доверенным лицом кандидата в мэры Москвы Сергея Собянина.
В июне 2019 года сделала в Интернете резонансное заявление «против толерантности», осудив безнравственность в современном театре. В это же время совершила также резонансный «социальный эксперимент», выдав в соцсетях «беременную» фотографию со съёмочной площадки[значимость факта?] за настоящую беременность. По её словам, она это сделала в результате диспута с коллегой о правдоподобности сценария фильма — узнать, осудит ли публика беременность в её текущем возрасте (51 год).
В 2020 году баллотировалась в члены Общественной палаты Российской Федерации от своего именного фонда, не прошла.
В 2022 году поддержала вторжение России на Украину. Приветствовала донос на актёра Данилу Козловского из-за его антивоенной позиции, заявив, что актёр «свалил из страны» в США, при этом Поплавская ссылалась на «проверенный источник» — «жёлтое» издание Life.ru.
2 июля 2024 года Поплавская в своем Telegram-канале с негодованием обратила внимание на кинопоказы шоу Александра Гудкова в кинотеатрах Череповца и других городов России, и назвала его «заукраинским комиком». Она осудила сеть кинотеатров Mori Cinema, которая предоставила площадку «русофобам и спонсорам киевского режима, и друзей Владимира Зеленского» и призвала череповчан прийти в кинотеатр и выразить там отношение «к русофобу и спонсору ВСУ». Вскоре врио губернатора Вологодской области Георгий Филимонов распорядился отменить кинопоказы шоу в Череповце

## Санкции
19 октября 2022 года, на фоне вторжения России на Украину, внесена в санкционный список Украины за пропаганду «путинского режима и поддержку войны», а также «распространение дезинформации о войне России против Украины». В феврале 2023 года Поплавская была внесена ФБК в список коррупционеров и разжигателей войны за публичную поддержку действиям российской армии на Украине, с предложением введения против неё международных санкций.

## Награды
В 2013 году Яна Поплавская координировала сбор гуманитарной помощи для семей, пострадавших от наводнения в Амурской области, участвовала в организации доставки грузов в зону бедствия, работала в регионе в качестве волонтёра. На фестивале «Амурская осень» в Благовещенске Яна Поплавская была награждена призом губернатора Амурской области Олега Кожемяко «за неоценимую помощь пострадавшим в наводнении».
В 2017 году награждена медалью Министерства обороны РФ «Участнику военной операции в Сирии».

## Личная жизнь
Первый муж — Сергей Гинзбург (род. 1961), актёр, кинорежиссёр и продюсер. Были женаты 25 лет, развелись в 2011 году.
Сын — Клим Поплавский (род. 1985 год) — режиссёр, автор ряда фильмов и музыкальных клипов, телеведущий. Женился в 2015 году на Евгении Остряковой; в 2018 году Яна Поплавская упомянула в своём блоге, что Клим «был женат», то есть развёлся. В 2020 году повторно заключил брак с Евгенией Остряковой, взявшей фамилию Поплавская. Внук Иларий (род. 2020 год). Внучка Аглая (род. 2023 год)
Сын — Никита Поплавский (род. 1996 год). Работал в сфере строительства в Москве, ныне[когда?] работает на телевидении. Разведён.
Второй муж (в браке с 2022 года) — Евгений Яковлев (род. 1982), радиоведущий.

## Фильмография
| Год  |   | Название                                                     | Роль                                              |
| ---- | - | ------------------------------------------------------------ | ------------------------------------------------- |
| 1974 | ф | Помни имя своё                                               | маленькая девочка (эпизод был вырезан)            |
| 1975 | ф | Ералаш (выпуск № 6, сюжет «Талант»)                          | девочка-октябрёнок (нет в титрах)                 |
| 1977 | ф | Про Красную Шапочку                                          | Красная Шапочка (песни: Ольга Рождественская)     |
| 1977 | ф | Фантазии Веснухина                                           | Маша                                              |
| 1979 | ф | Примите телеграмму в долг                                    | Сашенька                                          |
| 1979 | ф | Суета сует                                                   | Лидка                                             |
| 1981 | ф | Переходный возраст                                           | Ануца                                             |
| 1982 | ф | Васса                                                        | Людмила                                           |
| 1983 | ф | Комический любовник, или Любовные затеи сэра Джона Фальстафа | служанка Люси                                     |
| 1988 | ф | Узник замка Иф                                               | Эжени Данглар                                     |
| 1989 | ф | Прямая трансляция                                            | Лена, секретарша в редакции                       |
| 1989 | ф | У-рок-опера-2 (спецвыпуск телепередачи «С утра пораньше»)    | учительница русского языка (в титрах — «русичка») |
| 1993 | ф | Тайна королевы Анны, или Мушкетёры тридцать лет спустя       | подруга Луизы                                     |
| 2004 | ф | Холостяки                                                    | Нонна, телеведущая                                |
| 2006 | ф | Снежная королева                                             | маманя                                            |
| 2006 | с | Рекламная пауза                                              | Имя персонажа не указано                          |
| 2007 | ф | Глянец                                                       | Имя персонажа не указано                          |
| 2008 | с | Солдаты-15. Новый призыв                                     | Лариса Гнищевская, эстрадная певица               |
| 2009 | ф | Первая попытка                                               | Юлия Ростиславовна, дочь министра                 |
| 2009 | ф | Предлагаемые обстоятельства                                  | Алла Сергеевна, хозяйка салона                    |
| 2009 | ф | Стерва для чемпиона                                          | «светская львица» Эльвира Кот                     |
| 2010 | ф | Громозека                                                    | аптекарша                                         |
| 2010 | ф | Тёмные воды                                                  | Калерия Эдуардовна                                |
| 2011 | ф | Жизнь и приключения Мишки Япончика                           | Софья Соколовская                                 |
| 2012 | ф | Эффект Богарне                                               | Ольга Колесникова                                 |
| 2013 | с | Ледников                                                     | Полина Купка, жена Влада (в 2-х эпизодах)         |
| 2013 | с | Первая любовь                                                | Ирина                                             |
| 2014 | ф | Ералаш (выпуск № 288, сюжет «Урок русского языка»)           | учительница русского языка                        |
| 2015 | ф | Приличные люди                                               | нотариус                                          |
| 2016 | ф | Невыученный урок 14/41                                       | Оксана Викторовна, учительница                    |
| 2017 | ф | Ералаш (выпуск № 320, сюжет «Цепная реакция»)                | Надежда Ивановна, учительница физики              |
| 2020 | ф | Новая жизнь                                                  | Лидия, соседка Кости                              |

## Комментарии
1. ↑  Яна Поплавская говорит в интервью журналу «Караван историй», что была награждена в 11 лет Государственной премией СССР за лучшую детскую роль в телевизионном фильме[3]. Однако в списках награждённых Государственной премией СССР нет упоминания о фильме «Про Красную Шапочку».